# Combichrist
Combichrist – norweska grupa muzyczna, obecnie nagrywająca w Stanach Zjednoczonych.

## Historia
W 2003 roku Andy LaPlegua z Icon of Coil napisał kilka utworów power noise’owych używając nazwy swojego nowego side-projectu DRIVE. Uległa ona później zmianie na Combichrist, kiedy pierwszy album, The Joy Of Gunz, miał zostać wydany przez Out of Line. Następujące po nim single i koncerty spowodowały obecną sławę Combichrist jako grupy charakteryzującej się silnymi performance'ami obfitującymi m.in. w interakcję Andy’ego z publicznością i litry sztucznej krwi.
Drugi singel, Sex, Drogen Und Industrial, przez siedem tygodni był na pierwszym miejscu w Deutsche Alternative Charts. "Get Your Body Beat" z kolei był numerem jeden na Hellenic Alternative Charts na lipiec/sierpień i wrzesień 2006 roku. Muzyka Combichrist została wykorzystana w filmie akcji science fiction, The Gene Generation, ponadto teledysk do utworu "Get Your Body Beat" znajduje się na płycie DVD z filmem.
W marcu 2007 roku ukazał się kolejny album Combichrist zatytułowany What The F**k Is Wrong With You People?. W tym samym czasie zaczęła się również promująca go trzyczęściowa trasa koncertowa o nazwie What The F**k Is Wrong With This Tour? obejmująca w głównej mierze Europę, Australię i Amerykę Północną, w zakresie której odbyły się również dwa występy w Polsce – 24 marca w Krakowie oraz 25 marca w Warszawie.
W 2013 roku część twórczości zespołu została wykorzystana jako oficjalny soundtrack do gry DmC: Devil may Cry.
Nazwa Combichrist pochodzi od fanzinu hardcore'owego który LaPlegua prowadził w późnych latach 90. wraz z gitarzystą JR Ewing Håkonem Mellą.

## Dyskografia

### Single
- Kiss The Blade – Out of Line (2003) – MCD limitowany do 667 kopii
- Sex, Drogen Und Industrial – Out of Line (2004)
- Blut Royale – Bractune Records (2004) – winyl wydany w 666 kopiach
- Get Your Body Beat – Out of Line / Metropolis (2006)
- Frost EP: Sent To Destroy – Out of Line / Metropolis (2008)

### Albumy
- The Joy Of Gunz – Out of Line (2003)
- Everybody Hates You 1CD – Out of Line / Metropolis Records (2005), 2CD – Out of Line (2005)
- What The F**k Is Wrong With You People? – Out of Line / Metropolis (2007)
- Today We Are All Demons – Out of Line / Metropolis Records (2009)
- Making Monsters – Out of Line / Metropolis Records (2010)
- No Redemption - (2013)

- We Love You (2014)

- This Is Where Death Begins (2016)[1]

### Kompilacje
- 15 Minutes into the Future / Das Der Bunker
- Awake the Machines Vol. 4 / Vater Unser
- Awake the Machines Vol. 5 / This Is My Rifle (AK47 Mix By Controlled Collapse)
- Dark Awakening Vol. 4 / God Wrapped In Plastic
- Das Bunker: Fear of a Distorted Planet / Christus Commando (Feat. Klaus Löwitsch)
- Endzeit Bunkertracks: Act I / Torture
- Extended Electronics #6 / This Is My Rifle (Extended Remix By Sergio Mesa)
- Extreme Jenseitshymnen Vol. 4 / Line To The Dead
- Industrial for the Masses Vol. 2 / Strike, Without Emotions
- Industrial For The Masses Vol. 3 / Electrohead
- Intensive Nation #4 / Vater Unser
- Machineries Of Joy Vol. 3 / Lying Sack Of Shit
- Metropolis 2006 / Blut Royale
- Out Of Line Festival Vol.2 / This Shit Will Fuck You Up
- This Is Techno Body Music Vol.1 / This Is TBM
- This Is Noise CD3 / Vater Unser
- Per:Version: Vol. 14 / Blut Royale
- Pharmacy vol 3: Down With The Sickness
- Zillo Club Hits Vol.10 / This Shit Will Fuck You Up
- Zilloscope – New Signs And Sounds 06 / Get Your Body Beat (Rotten Blood Mix By Amduscia)

### Remiksy zrealizowane przez Combichrist
- Agonoize – Chains of Love (Destruction Remix By Agonoize)
- Angelspit – 100% (110% Fucked Mix)
- Celldweller – Good L_ck (Yo_'re F_cked) (Combichrist Remix)
- Dive vs. Diskonnekted – Do You Believe It (Paper And Pen Mix By Combichrist)
- Hocico –  Ruptura (Motherfucker 667 Remix By Combichrist))
- I:Scintilla – Havestar (CombiChrist Remix)
- Icon of Coil – Android
- Icon of Coil – Regret
- Icon of Coil – Shelter
- Interface – Faith In Nothing (No Faith Mix By Combichrist)
- Mindless Self Indulgence – Straight To Video (Combichrist Mix)
- Mindless Self Indulgence – Never Wanted To Dance (Combichrist Electro Hurtz Mix)
- Modulate – Skullfuck
- Morbid Angel – Destructos vs. the Earth (remixed by Combichrist)
- Snakeskin – I am the Dark (Electronoir Mix)
- SSS – Demi God
- Suicide Commando – Fuck You Bitch
- Tamtrum – Abort The Pope
- The Azoic – Conflict (Combichrist Remix)
- W.A.S.T.E. – Shut Up And Bleed (Dismembered Mix By Combichrist)
- Warren Suicide – Butcher Boy

### Remiksy utworów Combichrist
- Get Your Body Beat – KMFDM
- Get Your Body Beat – Amduscia
- Get Your Body Beat – Point 45
- Get Your Body Beat – Manufactura
- Get Your Body Beat – Spetsnaz
- Get Your Body Beat – Sergio Mesa
- Get Your Body Beat – Controlled Collapse – nie znajduje się na EP Get Your Body Beat, do pobrania ze strony Controlled Collapse
- Sex, Drogen, und Industrial – (Remixed By Soman)
- Sex, Drogen, und Industrial – (Lowtech Mix)
- This Is My Rifle Zyst3m 3rror Re.mix by ZyVar+2
- This Is My Rifle (AK47 Mix By Controlled Collapse)
- This Is My Rifle (Extended Remix By Sergio Mesa)

## Członkowie
- Andy LaPlegua – wokale, gitara elektryczna (tylko w studio)
- Joe Letz – bębny, perkusja
- Z Marr – keyboard
- Eric Michael – gitara elektryczna
- Abby Nex – gitara basowa

## Powiązane grupy
- DRIVE
- Icon of Coil
- Panzer AG
- Scandy
- Suicide Commando
- Emigrate